# کیم کیونگ-آئه
کیم کیونگ-آئه (انگلیسی: Kim Kyeong-ae؛ زادهٔ ۲۱ ژانویهٔ ۱۹۹۴) ورزشکار کرلینگ اهل کره جنوبی است.
از افتخارات وی می‌توان به کسب مدال نقره در بازی‌های المپیک زمستانی ۲۰۱۸ اشاره‌کرد.